# Fredrik Ulvestad
Fredrik Stensøe Ulvestad (ur. 17 czerwca 1992 w Ålesundzie) – norweski piłkarz występujący na pozycji pomocnika. Zawodnik polskiego klubu Pogoń Szczecin.

## Życiorys

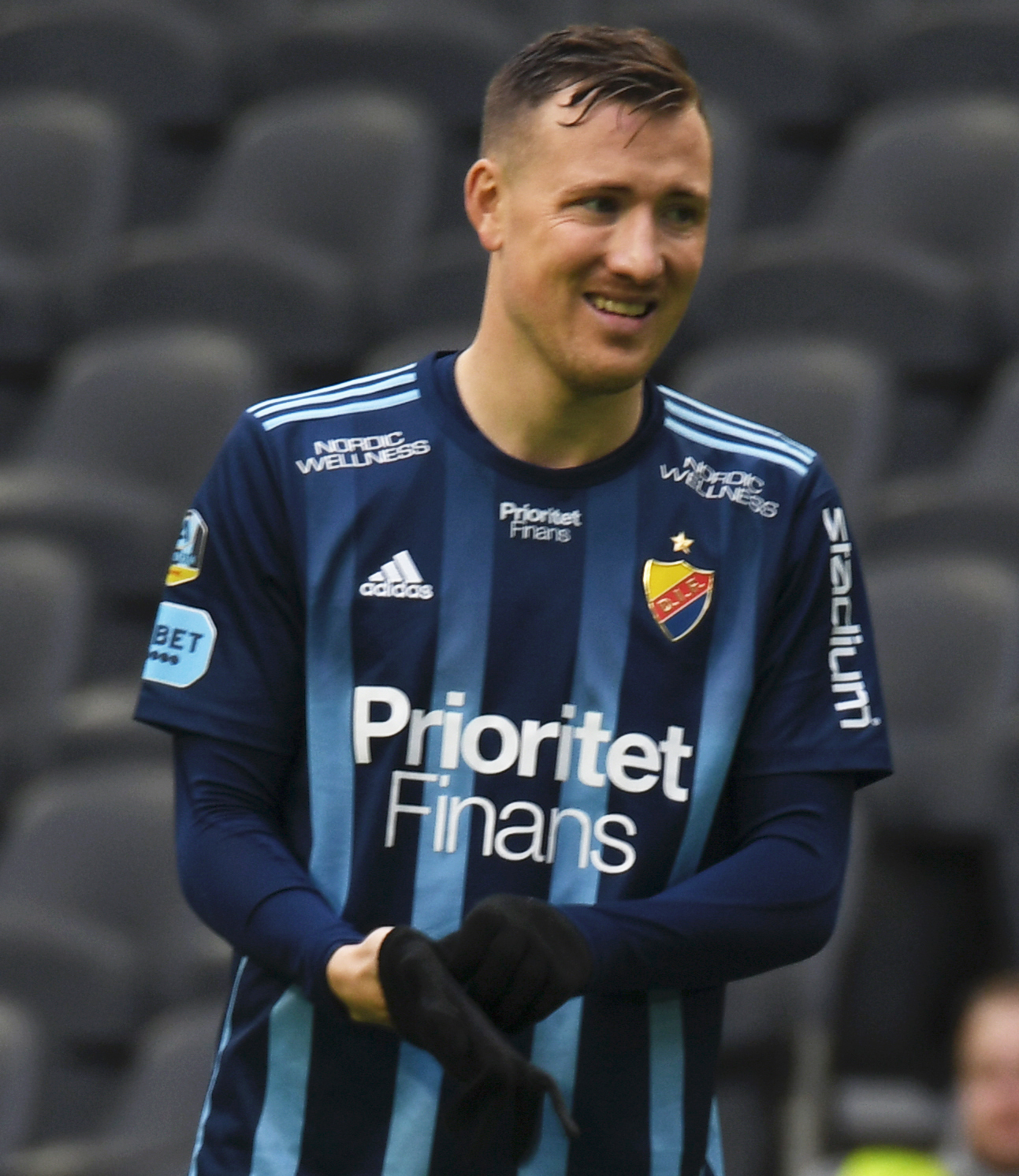
Fredrik Ulvestad jako zawodnik Djurgårdens IF (2020)

### Kariera klubowa
Ulvestad treningi rozpoczął w SK Herd, a w 2008 roku przeszedł do juniorów zespołu Aalesunds FK. W sezonie 2010 został włączony do jego pierwszej drużyny, grającej w pierwszej lidze. Zadebiutował w niej 31 października 2010 w wygranym 3:1 meczu z SK Brann. 25 kwietnia 2011 w wygranym 1:0 pojedynku z Sogndal Fotball strzelił swojego pierwszego gola w lidze. W sezonie 2011 wraz z zespołem zdobył Puchar Norwegii. Graczem Aalesunds był do końca sezonu 2014. Następnie odszedł z klubu, zostając wolnym agentem.
W lutym 2015 roku Ulvestad podpisał kontrakt z angielskim Burnley F.C. W Premier League zadebiutował 16 maja 2015 w zremisowanym 0:0 meczu ze Stoke City. W sezonie 2014/2015 spadł z Burnley do Championship. W sezonie 2016/2016 był wypożyczony do Charlton Athletic. W 2018 przeszedł do Djurgårdens IF.

### Kariera reprezentacyjna
W reprezentacji Norwegii Ulvestad zadebiutował 17 sierpnia 2014 w zremisowanym 0:0 towarzyskim meczu ze Zjednoczonymi Emiratami Arabskimi.

## Sukcesy

### Klubowe
Aalesunds FK
- Zdobywca Pucharu Norwegii: 2011

Djurgårdens IF
- Zdobywca Pucharu Szwecji: 2017–18